# Onthophagus sternax
Onthophagus sternax là một loài bọ cánh cứng trong họ Bọ hung (Scarabaeidae).